# Corriola

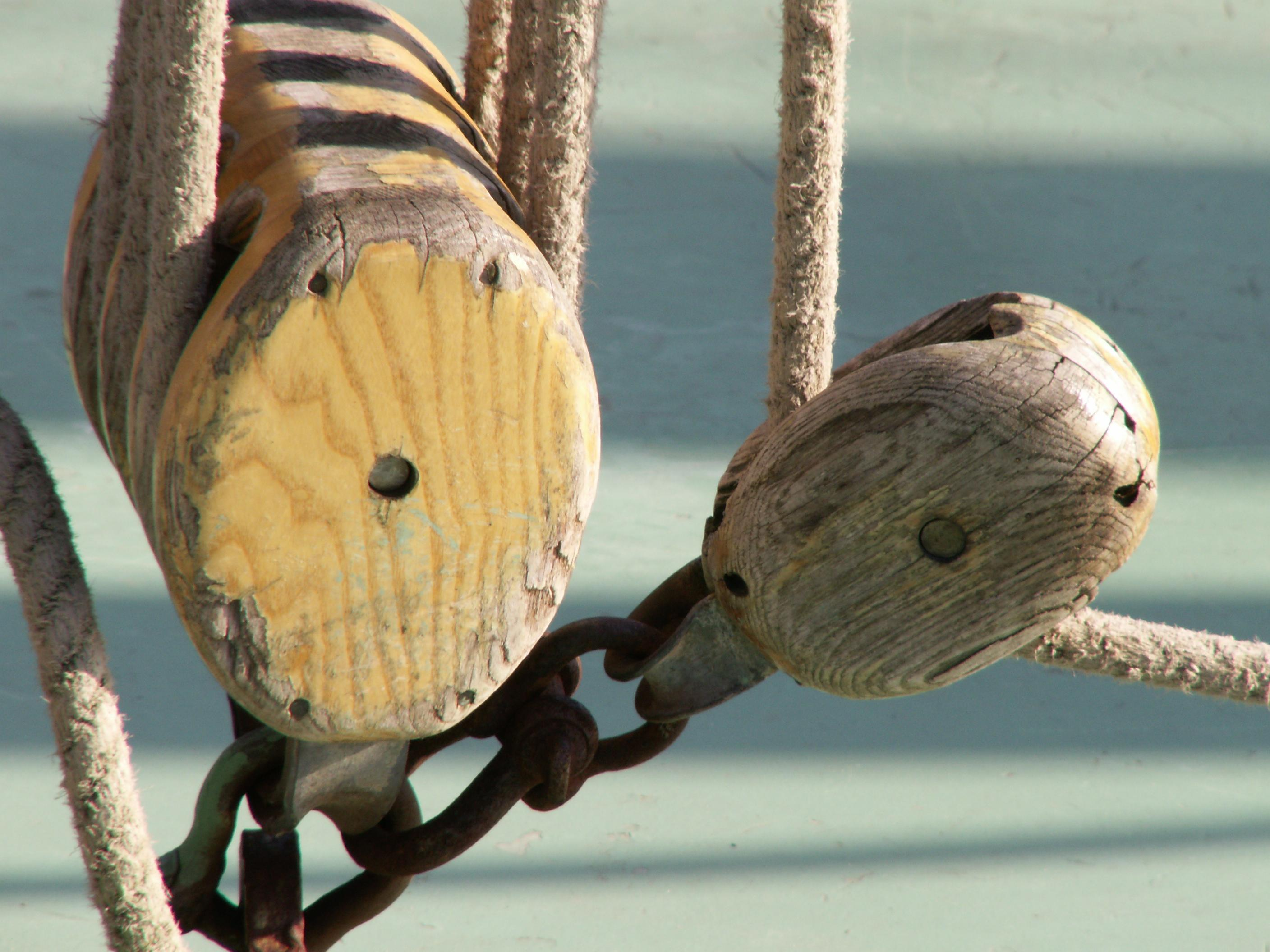
Corrioles d'un vaixell, que es poden fer servir per canviar el sentit de la tracció a un sistema de cables com es mostra a la figura.

Una corriola, politja o cúrria és una màquina simple que consisteix en una roda amb un canal a la vora (en forma de llanda), pel qual es fa passar una corda o cable i que a més és mòbil al voltant del seu eix central. Les corrioles s'utilitzen per a canviar la direcció d'una força, per a amplificar una força, o per a transmetre el moviment de rotació a altres corrioles, possiblement variant la velocitat angular a la que gira cada una.

## Història

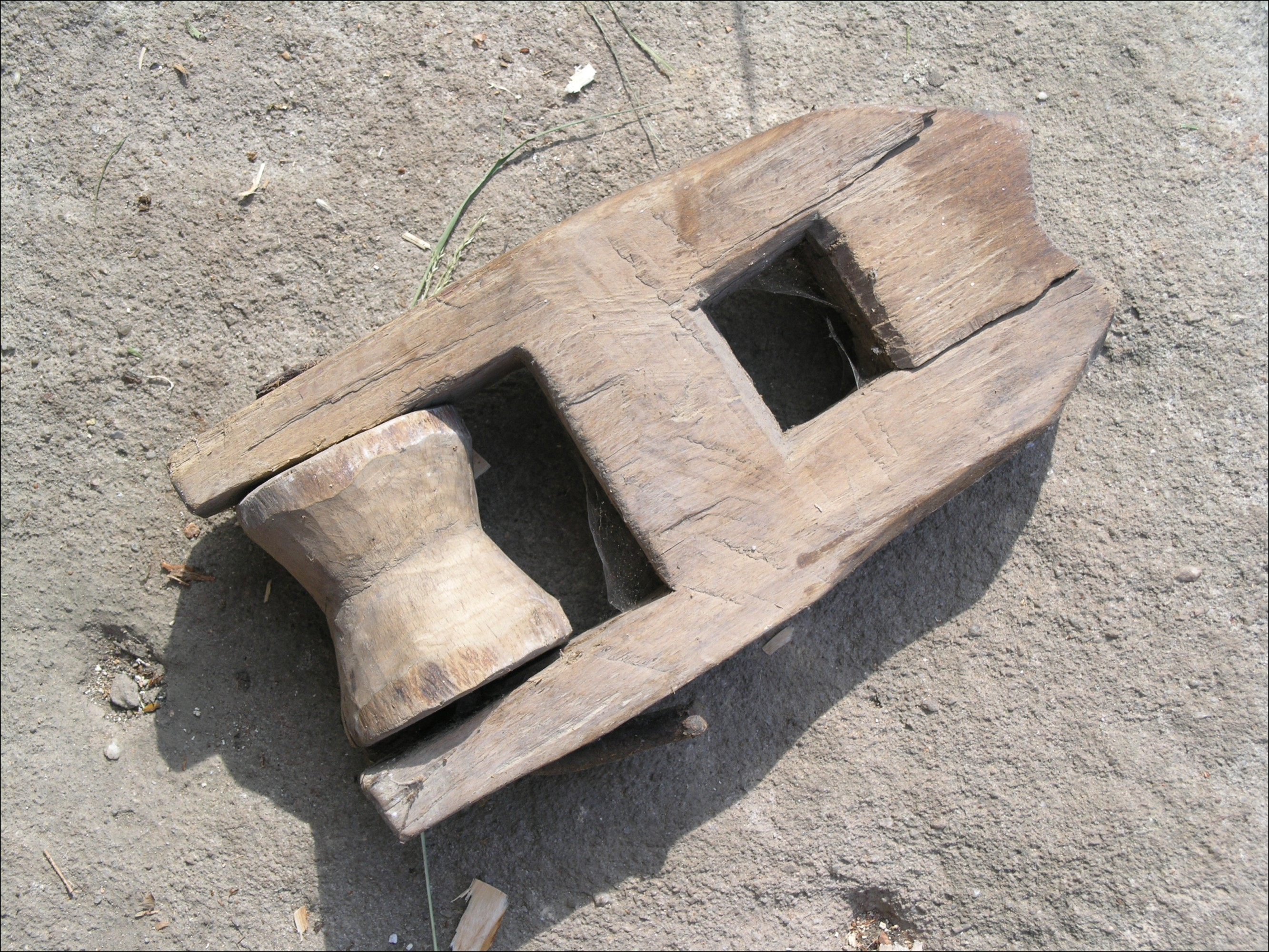
Corriola vella de fusta

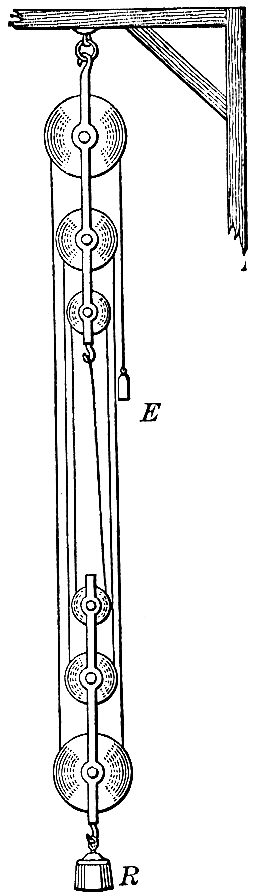
Sistema de corrioles compostes

Com en el cas de les altres màquines simples, el descobriment de la corriola i la seva adopció en la vida quotidiana de l'ésser humà probablement van ocórrer en la prehistòria. En l'antiguitat es feien servir corrioles com a dispositius d'elevació de càrregues, que podien combinar-se també amb els plans inclinats. Les màquines simples es feien servir sobretot als grans treballs de construcció de l'edat antiga, encara que a alguns exemples com el de les piràmides Egípcies no es feien servir ni rodes ni corrioles, ja que els Egipcis no disposaven d'aquestes eines per a la construcció.
En la pràctica, les corrioles podrien haver-se desenvolupat a partir de l'experiència en l'ús de cordes passades a través de branques d'arbre. Les més antigues de les quals es té coneixement daten del segle xiii aC de procedència assíria, encara que les aplicacions eren de politges simples que servirien per pouar aigua. També es té referència de l'ús de politges com a invenció cap a l'any 700 aC.
Quant a l'evidència escrita de l'ús de corrioles com a eina, es coneix que la formulació de la teoria de la corriola s'atribueix en algunes referències a Arquites de Tàrent, no obstant, a es fa un recull d'aquestes referències i no es considera al grec com a autor de la invenció.
L'ús de la roda en aplicacions mecàniques diferents de les tradicionals (carros, torns, etc.) per tal de traslladar càrregues amb un mínim refregament va aparèixer a Mesopotàmia al segle xvi aC. Fent servir rodes, la resistència es limita a aquella que oferisca el coixinet de rodolament a la rotació amb una càrrega determinada. Donades aquestes circumstàncies, és desconegut el moment al qual s'arriba a generalitzar l'ús de corrioles de cordes com a eina d'enlairament de càrregues.
L'explicació del principi de la palanca en les proposicions d'Arquimedes va causar forta impressió i va difondre les aplicacions de les màquines simples. Un exemple que posà en pràctica el mateix Arquimedes es pot trobar al llibre de Plutarc, anomenat La vida de Marcel, escrit l'any 75. Aquest llibre, versa sobre el general Romà Marc Claudi Marcel III, que va capturar Siracusa durant la Segona Guerra Púnica i que fou parcialment responsable de l'assassinat d'Arquimedes, que va contribuir enormement a la defensa de la ciutat, construint enginys militars que servien per rebutjar els atacs. En certa part del llibre, es narra com el rei Hieró II va fer encallar un vaixell de la seua armada i va reptar a Arquimedes a moure'l. Així doncs Plutarc va escriure:
«Arquimedes, que era amic i ajudant del Rei Hieró (de Siracusa) va escriure al rei que amb qualsevol força era possible moure qualsevol pes, en quedar encoratjat, tal qual ens van contar, per la força d'aquesta demostració, ell va declarar que si hi hagués un altre món i es pogués desplaçar allà, podria moure aquest. Hieró es quedà sorprès i li va demanar que posara la seua proposició en pràctica per poder-li mostrar el moviment d'un gran pes amb una petita força. Arquimedes va carregar un navili mercant de la flota reial, que havia sigut endut a la costa gràcies a l'esforç de molts homes i després de carregar molts passatgers i material, i assentant-se ell mateix a certa distància, sense gran esforç, només movent un sistema de corrioles compostes amb la seua mà i estirant els cables gradualment, va fer a la nau moure's en línia recta, en forma tan suau i regular com si haguera estat en el mar».
Encara que l'invent de les politges compostes s'atribueixen a Arquimedes, també es troben descrites al text Mec. Prob. 18 d'Aristòtil.
Arquimedes, a més, va crear un dispositiu elevador, sent el primer exemple d'ús de politges en elevadors documentat, que també es feu servir a l'Edat Mitjana per tal de moure càrregues verticalment.

### Altres termes tradicionals i el seu ús
Un sinònim de politja és “talla” i el seu diminutiu “tallola”. Les “talles” estàn documentades en inventaris relacionats amb vaixells i drassanes de l'època medieval i més recents. També en la descripció o esment de grúes antigues o operacions d'elevació de pesos importants. Sovint són anomenats alguns dels materials que conformen cada peça inventariada.
Les “talloles” es documenten principalment en la descripció de ballestes de torn. Un torn de ballesta constava d'unes quantes talloles o politges combinades que permetien parar la ballesta amb un esforç moderat.
Un sinònim modern de politja és “pasteca”usat en ambients nàutics i probablement emprat del francès.

## Sistemes de transmissió lineal

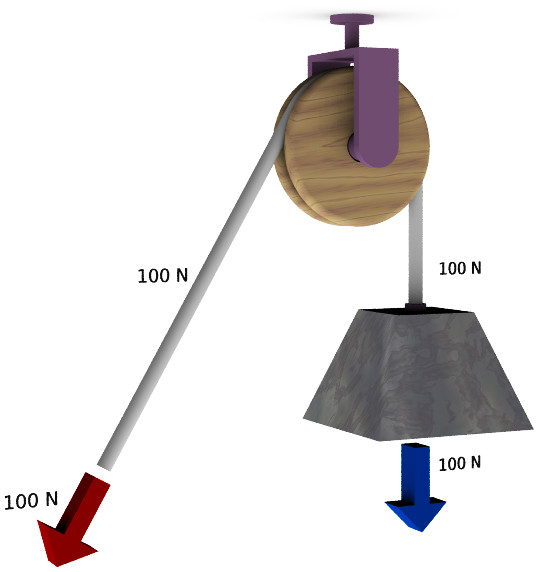
Corriola simple fixa

Es caracteritzen per l'ús de cordes (que poden ser també fils o cables) que transmeten la força lineal aplicada a una càrrega mitjançant una o més corrioles per tal de tirar de la càrrega. Aquestos sistemes acompleixen tasques puntuals i intermitents d'elevació i maniobra per tal d'elevar càrregues i la seua instal·lació pot ser permanent (com als pous) o bé temporal (per exemple a les obres).

### Corrioles simples

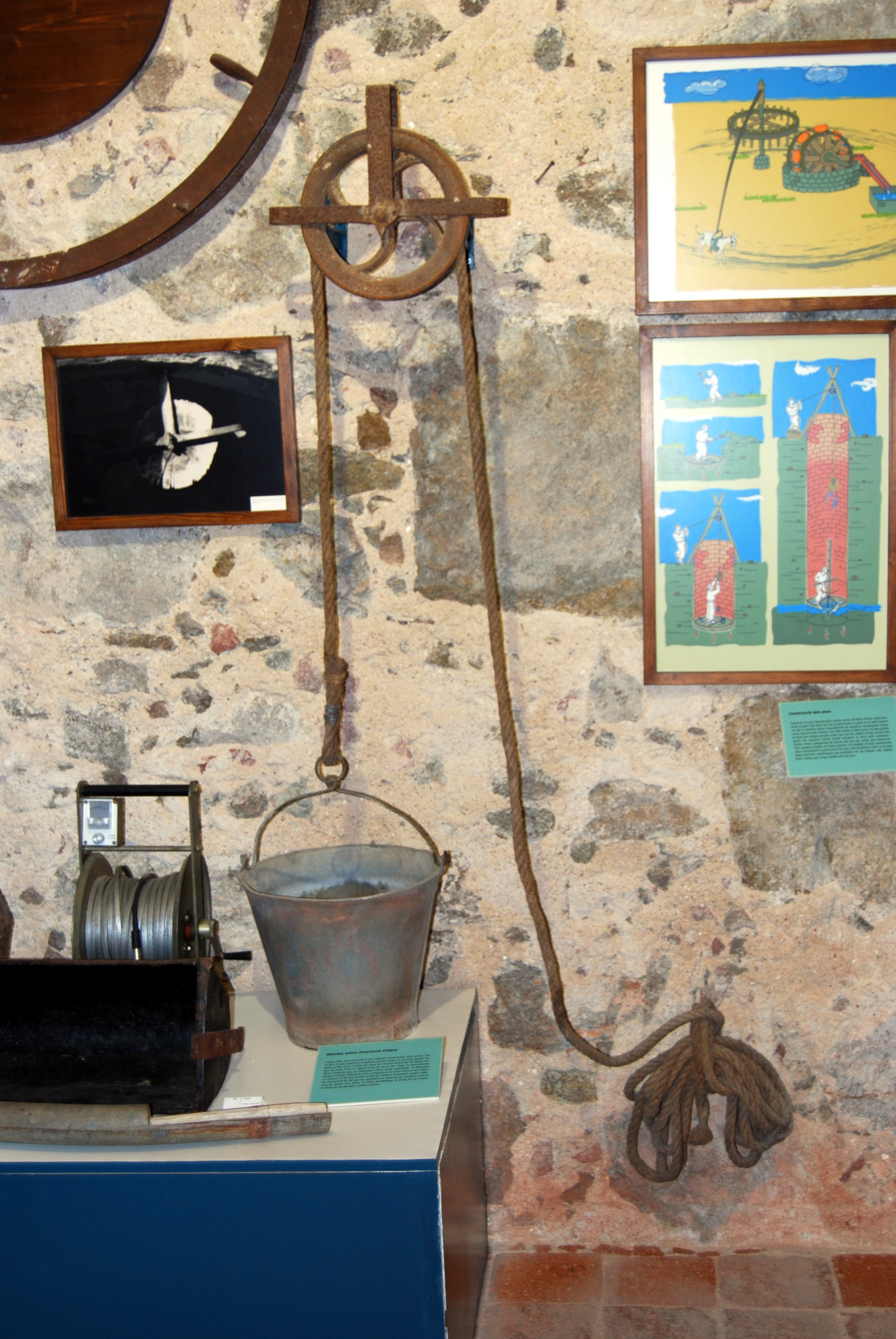
Imatge de corriola simple fixa que es pot fer servir per pouar aigua

Hi ha moltes maneres d'utilitzar les corrioles. Quan s'empra una sola corriola per a fer un treball o qualsevol altra tasca, es diu que es té una configuració de corriola simple.

#### Corriola simple fixa
La manera més senzilla d'utilitzar una corriola és ancorar-la en un suport, penjar un pes en un extrem de la corda, i estirar l'un altre extrem per a alçar el pes. A aquesta configuració se l'anomena corriola simple fixa.
Una corriola simple fixa, si no és en un circuit tancat, no produeix cap avantatge mecànic: la força que ha d'aplicar-se és la mateixa que s'hauria requerit per a alçar l'objecte sense la corriola. La corriola, no obstant, permet aplicar la força en una direcció més convenient.
Un bon exemple de corriola simple fixa és la dels pous, on la força humana és prou com per elevar la càrrega d'un poal.

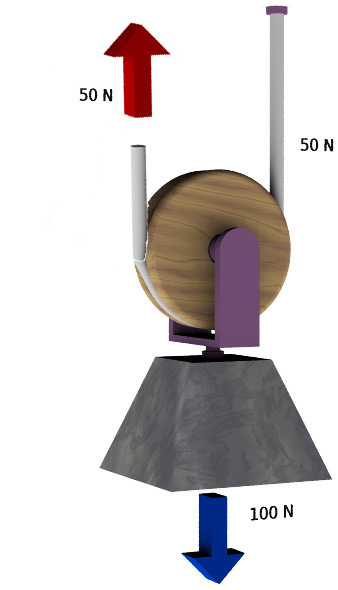
Corriola simple mòbil

#### Corriola simple mòbil
Una forma alternativa d'utilitzar la corriola és fixar-la a la càrrega, fixar un extrem de la corda al suport, i estirar l'un altre extrem per a alçar a la corriola i la càrrega. A aquesta configuració se l'anomena corriola simple mòbil.
La corriola simple mòbil produeix un avantatge mecànic: la força necessària per a alçar la càrrega és justament la meitat de la força que hauria estat requerida per a alçar la càrrega sense la corriola. Al contrari, la longitud de la corda que ha de papar-se és el doble de la distància que es desitja fer pujar a la càrrega.
Amb aquesta configuració simple, per tal d'aplicar la força, el cable ha d'empenyir-se des d'una posició més elevada que la propia corriola, tractant-se doncs d'una configuració menys usual a causa del fet que sovint l'operador de la càrrega és o té a prop la planta de potència per la corriola, podent ser difícil manipular la càrrega suspesa en una posició per davall de la planta de potència o de la persona en qüestió.

### Corrioles compostes
Quan s'utilitzen sistemes de diverses corrioles que treballen en conjunt, es diu que es té una configuració de corriola composta.
En la pràctica, a major nombre de corrioles, menys eficiència del sistema. Això es deu a la fricció del sistema als llocs on fan contacte els cables i la corriola i també a la fricció deguda a la rotació del mecanisme al voltant d'un suport.
Un dels avantatges de les corrioles compostes respecte d'altres tipus de mecanismes d'elevació és que cada corriola se sotmet a les mateixes tensions i forces, de manera que es pot dissenyar eficientment el que pot suportar l'aparell fàcilment. Altres tipus de sistemes (que poden combinar corrioles amb palanques, tambors, etc.) poden requerir diferents i més complicades combinacions de cables i dissenys de corrioles, depenent de la posició que ocupen al sistema, mentre que un sistema compost de corrioles pot usar la mateixa línia a tot el recorregut, i es poden montar a un mateix eix les diferents corrioles que es componen.

## Sistemes de transmissió contínua

Esquema d'un sistema de transmissió amb dues politges i una corretja

També s'anomenen transmissions per bandes, ja que l'element transmissor principal és una banda flexible. Són molt utilitzades, ja que es troben molts casos en els quals es necessita una adequada transmissió entre dos eixos distants entre si, i per aconseguir-ho s'empren sistemes formats per més d'una politja i corretges.
D'aquesta manera es transmet el parell d'un eix a l'altre, constituint així una bona alternativa a les transmissions directes o amb cadena i engranatges. Els avantatges radiquen en la suau transmissió que produeixen en comparació a les transmissions d'engranatges i que el seu manteniment és menys costós, ja que només s'ha d'atendre als canvis amb freqüència predeterminada de la corretja transmissora. Aquestos sistemes de transmissió de potència fan servir corretges fetes de materials resistents i elàstics, normalment es fabriquen de cautxú, però que tenen una vida determinada pels cicles de càrrega i per l'envelliment, essent necessari doncs programar el canvi segons unes estimacions de vida segura, de manera que les probabilitats de fractura es reduïsquen al mínim.
D'altra banda, aquestos sistemes també es fan servir per guanyar avantatge mecànic o canvi de la velocitat de transmissió en el cas que es connecten politges de diferent diàmetre.
Tipus de transmissions per bandes:
- Banda plana: És el més freqüent, que pot fer servir materials com el cuir o la lona fumada. El seu nom es deu a la planitud de la seua superfície igual que la de la seua politja i la manera de transmetre l'esforç és gràcies a la fricció entre banda i corriola. Es fan servir àmpliament, ja que poden arribar a protegir màquines que s'embalen i arriben a una sobrevelocitat que faria que la resistència pròpia de l'element al qual es transmet permetés el lliscament, atenuant d'aquesta manera els efectes de l'increment de velocitat en la transmissió.
- Banda síncrona o de sincronització: Aquest tipus de bandes permet impedir el lliscament en sentit angular de les bandes respecte de les politges, de fet, ja no es tracta de politges en sentit convencional, ja que ambdós elements són ranurats de manera que el contacte no permet lliscaments en cap moment.
- Bandes en V: Es fa servir a les aplicacions industrials, a l'hora de transmetre grans esforços i amb l'ajuda de les acanaladures practicades a les bandes que fan efecte de falca, ajudant així a augmentar la fricció de la transmissió, cosa que permet grans parells torsionals sense lliscament.

## Física del funcionament

Diagrama 1 - Una corriola simple amb el cas particular més bàsic: En equilibri, la força F que suporta l'eix de la corriola és igual i de sentit contrari a la suma de les forces que contribueixen en direcció contrària, que per tractar-se d'un problema estàtic són iguals i de sentit contrari degut a la continuïtat i rigidesa del cable.

Imatge dels casos més generals de sistemes de corrioles, on es mostren exemples de les forces a què se sotmeten els cables amb la càrrega a elevar per cada cas. Notar que les tensions depenen del nombre de corrioles a cada sistema.

Per tal de determinar les interaccions físiques que pot tenir un sistema de corrioles s'han d'analitzar en dos parts dos tipus de problemes.
Per una banda el problema de la resistència en condicions estàtiques del sistema de corrioles. La manera més fàcil d'estudiar el comportament de les corrioles és suposar les corrioles i els cables ideals, és a dir, sense massa i sense pèrdues d'energia degudes a la fricció. També s'assumeix que els cables són completament rígids. Per la segona llei de newton, a un sistema de corrioles que roman estàtic amb el temps, la suma de forces aplicades a la politja ha de ser zero. Això vol dir que si se li està aplicant càrrega, la contribució d'aquesta unida a la reacció per tal d'aguantar-la (ambdues provocades per la continuïtat del cable) han de ser compensades per una força que sostinga la corriola. Normalment, les corrioles disposen d'un eix que se suporta d'alguna manera a una estructura i que és capaç de fer girar la corriola, al voltant d'aquest, amb pèrdues mínimes. Es pot considerar per tant, que el coixinet de rodolament d'aquesta roda transmetrà el total de la càrrega L (suposant negligibles les contribucions de la resta de corrioles als sistemes compostos).
Si es disposa d'una càrrega a elevar, amb les corrioles simples s'aplica la mateixa força que el seu pes, amb l'avantatge que suposa canviar la direcció de l'aplicació de tensió. En aquest cas la càrrega s'eleva una distància l igual a la distància d de corda moguda. Si s'escollira la configuració amb una corriola mòbil amb ajuda d'una altra corriola per tal de canviar la direcció, aquesta es desplaçaria la meitat del que es recorre en corda, amb una reducció en força necessària de la meitat a costa de tirar de dues vegades més de llargària de corda.
En el cas general, els sistemes de corrioles es configuren segons les funcions que es pretenen complir, i també segons el mitjà tractor emprat. El paràmetre crític del disseny és la força de tracció que depèn directament del nombre de politges que es fan servir en combinació. En la forma simple ja s'ha vist que el cable és sotmès a la mateixa tensió a tots els punts, de valor {\displaystyle \sigma } igual a la càrrega. Considerant el pes FL és la massa de càrrega, per al cas general, la força a l'extrem contrari del cable del qual es tirarà per enlairar la càrrega (FZ) és una fracció d'aquest valor:
{\displaystyle F_{\mathrm {Z} }={\frac {F_{\mathrm {L} }}{n}}={\frac {m\cdot g}{n}}}.
En enlairar-se la càrrega, de la mateixa manera, la llargària de la corda necessària per elevar la càrrega és proporcional a l'altura elevada. Concretament la relació de cordes necessària és igual al nombre de politges emprades en el sistema i inversa a la relació de forces, com s'ha vist abans:
{\displaystyle s=n\cdot h}
Aquesta és la relació geomètrica que es pot fer servir per a obtenir la relació de forces esmentada: Amb el principi dels treballs virtuals (que pot aplicar-se a qualsevol sistema de politges) s'igualen els treballs de la força i els de la càrrega per dos llocs separats:
{\displaystyle P\cdot h=Treball=L\cdot s}
On
- F és la força per tal d'elevar la càrrega L.
- h i s són els desplaçaments en altura de la càrrega i la distància de corda respectivament

Com que la relació entre h i s és geomètrica i de valor:
{\displaystyle s=n\cdot h}
On n és el nombre de corrioles.
Es desprèn el mateix resultat que per als diferents sistemes de corrioles:
{\displaystyle P=n\cdot F}
Això està d'acord amb el fet que el treball aplicat a un cos és igual al guany en la seua energia, en aquest cas transformada en la seua totalitat a energia potencial i suposadament sense pèrdues d'energia en forma de fricció.
Amb això, és fàcil demostrar que l'energia requerida és independent de {\displaystyle n}:
{\displaystyle E=F_{\mathrm {Z} }\cdot s={\frac {F_{\mathrm {L} }}{n}}\cdot n\cdot h=F_{\mathrm {L} }\cdot h=m\cdot g\cdot h}.

## Disseny de corrioles
Al disseny de les corrioles és necessari complir la relació de compromís entre diferents factors:
1. La càrrega de treball
2. La planta de potència i els mecanismes auxiliars de què es disposa
3. El disseny del cable i les politges per tal d'assegurar operació i duració

La càrrega de treball és el primer factor a tenir en compte, per una banda per determinar la tensió dels cables i per l'altra degut a la necessitat de què el sistema de corrioles i els seus suports siguen prou robustos com per aguantar la càrrega. En el cas del cable s'han de tenir en compte tres tipus de càrrega sobre el cable:
1. Càrrega per tracció
2. Càrrega per flexió
3. Càrrega deguda a la rigidesa del cable i al fregament amb les corrioles

Al primer punt, de càrrega per tracció, ja s'ha vist que la tensió del cable en funcionament dependrà de la configuració del conjunt de corrioles i de la càrrega elevada. Per tal d'escollir el material i la disposició del cable, s'ha de tenir en compte la tensió que admet cada cable, definida com:
{\displaystyle {\tau _{a}}=1.2\cdot {\frac {T}{S}}}
On
- {\displaystyle {\tau _{a}}} és la tensió admissible
- T és la tracció del cable del sistema de corrioles
- S és la secció neta del cable, o bé la suma de les seccions dels fils que el componen
- 1.2 és un coeficient de seguretat recomanable, que preveu acceleracions sobtades

La càrrega per flexió que s'ha vist al punt 2. és deguda al radi de curvatura imposat per la corriola. Al cas particular de les corrioles, amb el refregament s'hauria de considerar un esforç addicional que en molts problemes s'omet per tal de simplificar.

Figura amb els paràmetres geomètrics per a la determinació de les forces degudes a pèrdues.

En una anàlisi estricta de les forces de la corriola, s'ha de considerar a dins del resultat tant la rigidesa dels cables com la fricció que representen pèrdues inevitables d'energia.
- Es podria considerar (parlant en termes no ideals) que l'augment en la força necessària degut a la rigidesa dels cables i sistema és de:

{\displaystyle \Delta {F}_{1}\approx 0,01F}
- Que a causa de la fricció es té una contribució de

{\displaystyle \Delta {F}_{2}=\mu {\frac {d}{D}}F_{N}}
On la força de pressió és aproximadament igual a
{\displaystyle F_{N}=2F\sin {\frac {\beta }{2}}\;}
Per tant, la pèrdua total és de:
{\displaystyle \Delta {F}=\Delta {F}_{1}+\Delta {F}_{2}\;}
On
```
μ - coeficient de fricció, 
F - la força de la tensió del cable, 
d - la ràdio de la placenta, 
D - la ràdio de la quadra, 
β - angle entre els extrems de la corda.
```

I finalment, l'eficiència s'especifica com a:
{\displaystyle \eta ={\frac {F}{F+\Delta {F}}}\;}
Un quart factor necessari que també s'han de tenir en compte a l'hora de dissenyar els sistemes de corrioles i de cables és la durabilitat, que dependrà de la relació disseny de politges i cables. En aquest cas no només es fa necessari acomplir la missió d'elevar una càrrega, també pot ser útil la durabilitat del mecanisme per assegurar una determinada vida de servei i una seguretat en el funcionament. A causa dels intermitents esforços de dobladura a què se sotmeten els cables de les politges, la seua vida a fatiga disminueix a cada cicle. És important tenir en compte això, ja que els conjunts cable-corriola que es dissenyen malament poden tenir una vida un 10% menor de la que correspondria. El paràmetre que s'ha de vigilar a l'hora de dissenyar aquestos sistemes és la relació entre el diàmetre de la corriola i el diàmetre del cable. Aquesta relació es pot escriure com:
{\displaystyle {R}={\frac {D_{P}}{D_{C}}}}
On
- DP és el diàmetre de la corriola o politja
- DC és el diàmetre del cable
- R és la relació de disseny

Per al disseny de corrioles no es recomanen relacions menors de 25, que correspondria a entre un 91 i un 93% del límit teòric de duració respecte al de la vida del cable funcionant sobre un pla, encara que per raons econòmiques no s'aconsella superar un valor de 50 en aquesta relació.

## Configuracions i aplicacions

### Ascensors

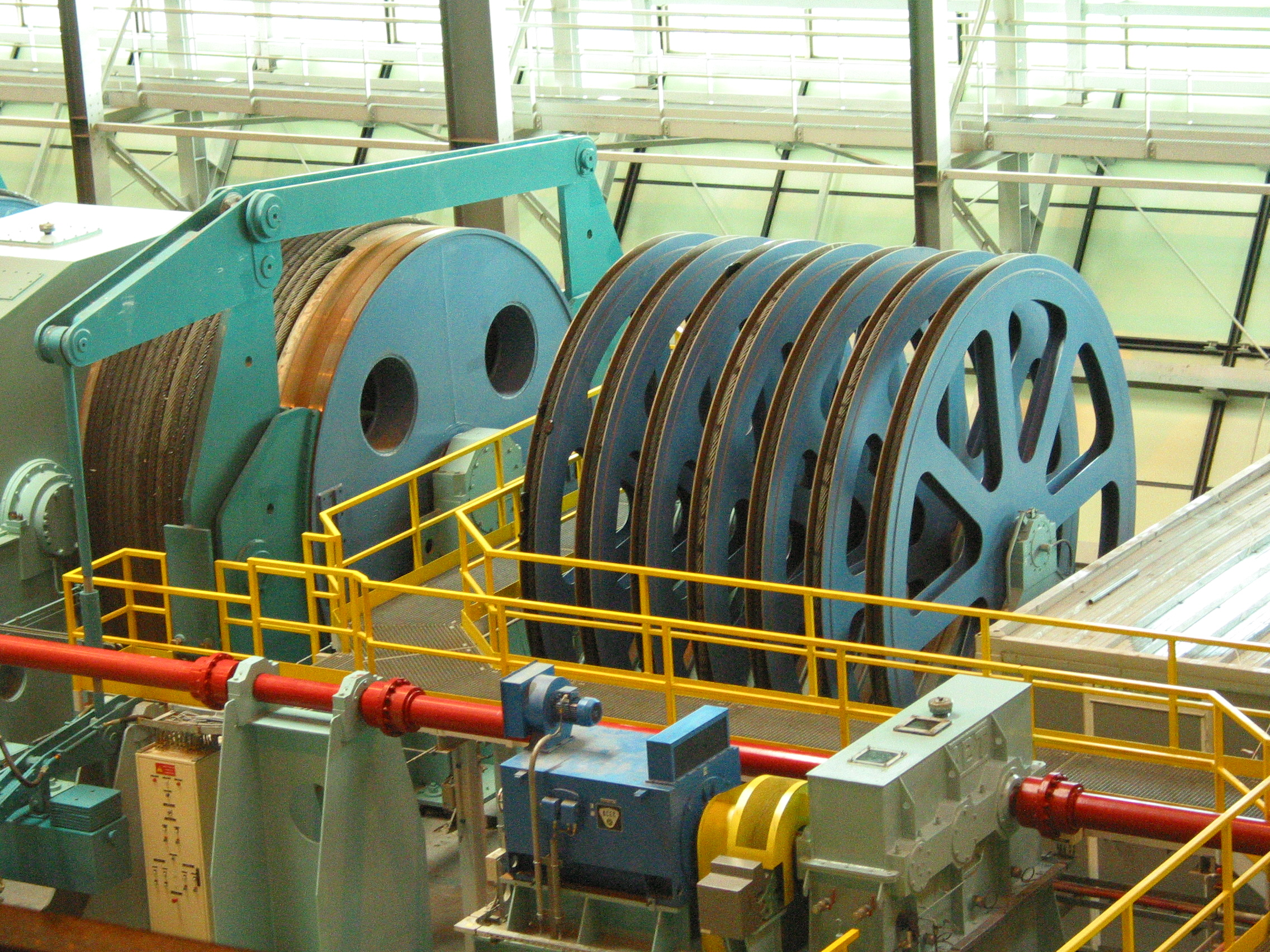
Ús de corrioles als ascensors, per tal d'elevar les cabines mitjançant cables d'acer
(Ascensor naval de Strépy-Thieu)

Gràcies a la generalització de l'ús de les corrioles es pogueren desenvolupar aparells elevadors de càrregues a diferents altures. Les aplicacions en aparells elevadors, es van fer servir per part dels grecs i dels romans. Un exemple és el de l'ús de muntacàrregues al Colosseu, l'any 80 dC, durant el govern de l'emperador Titus. En aquest escenari es feien servir aparells elevadors per tal de pujar a l'arena les feres i els gladiadors.
Una fita important als ascensors que fan servir corrioles és la de l'ascensor creat per l'anglès Teagle a 1845, que fa servir corriola de tracció amb contrapés i que encara avui en dia es fa servir a la majoria dels ascensors.

### Diferencial
Aquest mecanisme es compon d'un nombre parell de corrioles i d'un cable, on cadascuna de les dues corrioles forma part d'un dels dos aparells, que són un parell de conjunts enganxats als punts d'elevació, un se situa a la càrrega, formant un eix de corrioles i l'altre a l'estructura suport formant un altre eix. Aquest mecanisme és molt semblant al del polispast, ja que de cada parell de corrioles una se situarà a un eix sustentat pel punt d'elevació (normalment un trípode o una estructura d'una altra mena) i la resta de corrioles se situen a l'aparell inferior amb la càrrega.
Les càrregues corresponents a les diferents configuracions d'aparells diferencials es troben catalogades i reglamentades a la norma BS 1757:1964, tenint en compte tot tipus d'aparells, des de corrioles simples fins a configuracions de vuit ramals.
Es tracta en realitat d'una particularització de sistema de corrioles compost, al qual es munten corrioles fixes a un eix i mòbils a l'altre.

### Torn diferencial
És una màquina d'elevació, que se compon de dos cilindres concèntrics que comparteixen el mateix eix mecànic i que tenen diferents radis. Aquesta màquina se serveix d'una corriola que se situa penjant del cable enrotllat per un costat a cada cilindre. El cable se situa de manera que al girar el mecanisme, mentre que un dels cilindres o tambors replega cable l'altre cilindre el solta. És fàcil veure que en ser un cilindre de major radi que l'altre, serà el major el que determinarà el sentit de moviment de la politja.
El parell necessari per moure aquest mecanisme s'obté prenent moments respecte a l'eix del tambor superior:
{\displaystyle {T}={\frac {P}{2}}\cdot R-{\frac {P}{2}}\cdot r}
On
- T és el parell torsor per tal d'elevar la càrrega P.
- R i r són els radis del cilindre gran i el petit respectivament, que són solidaris al mateix eix.

### Càbria de peu

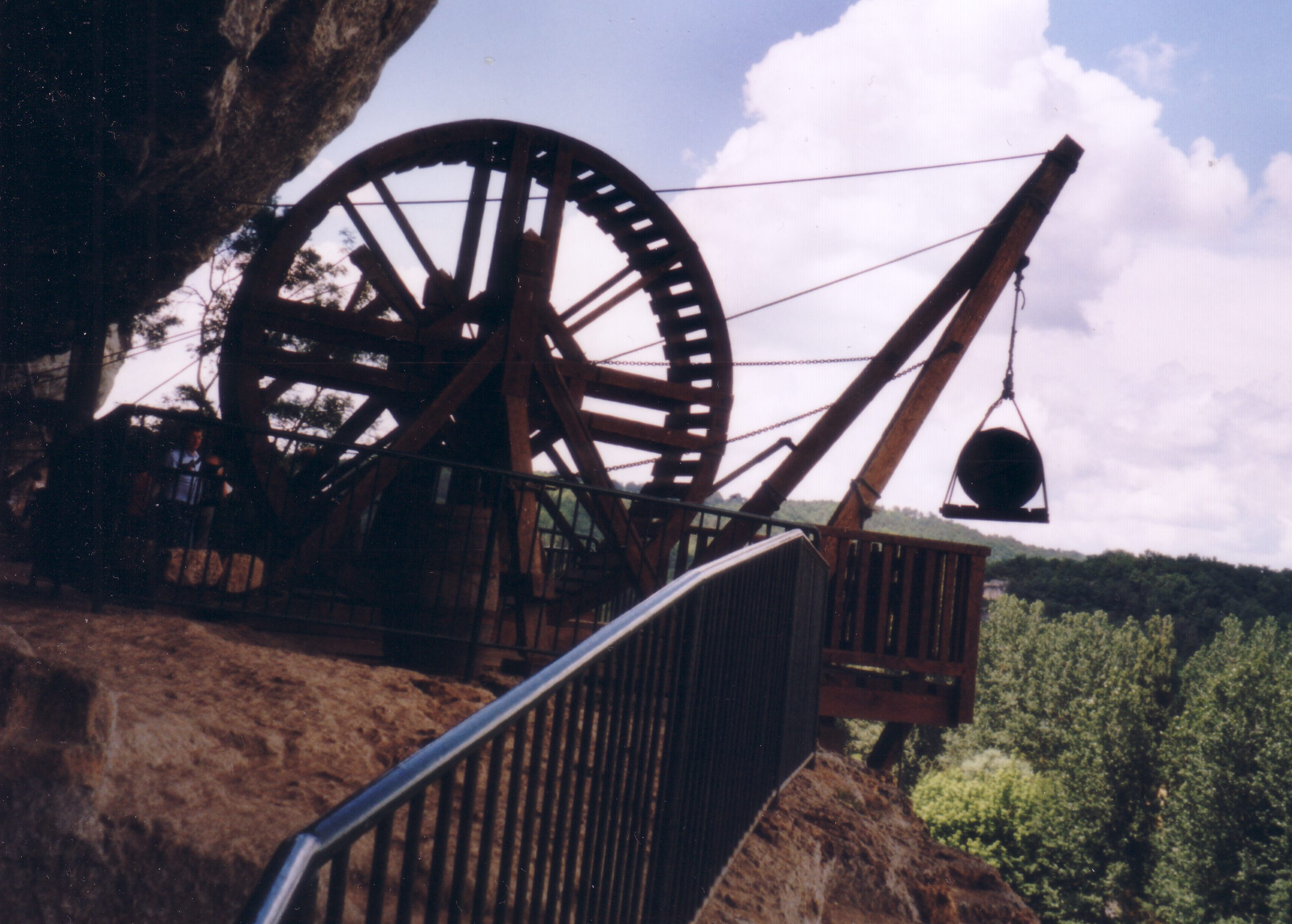
Sistema mixt de càbria amb ajuda d'un tambor per a replegar els cables. La corriola aniria col·locada a la part superior d'aquest aparell per tal de variar el sentit de la força.

Es tracta d'una estructura rudimentària que fa servir un tambor que replega o dona cable gràcies a l'accionament d'una palanca. Es fa servir per a elevar càrregues suspeses per un cable i connectades al tambor gràcies a una corriola.

### Polispasts
Vegeu l'article principal Polispast

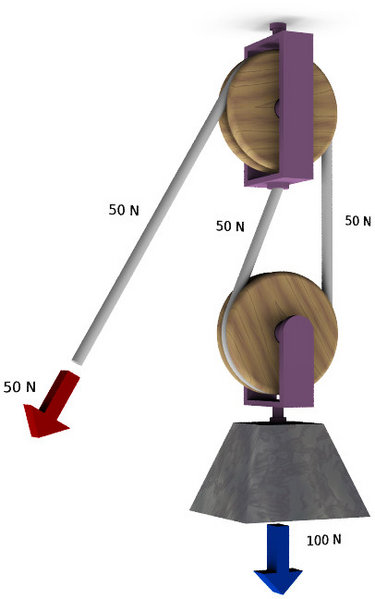
Polispast de dues corrioles
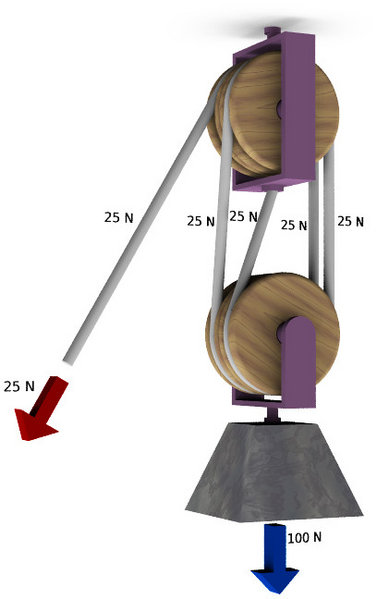
Polispast de quatre corrioles
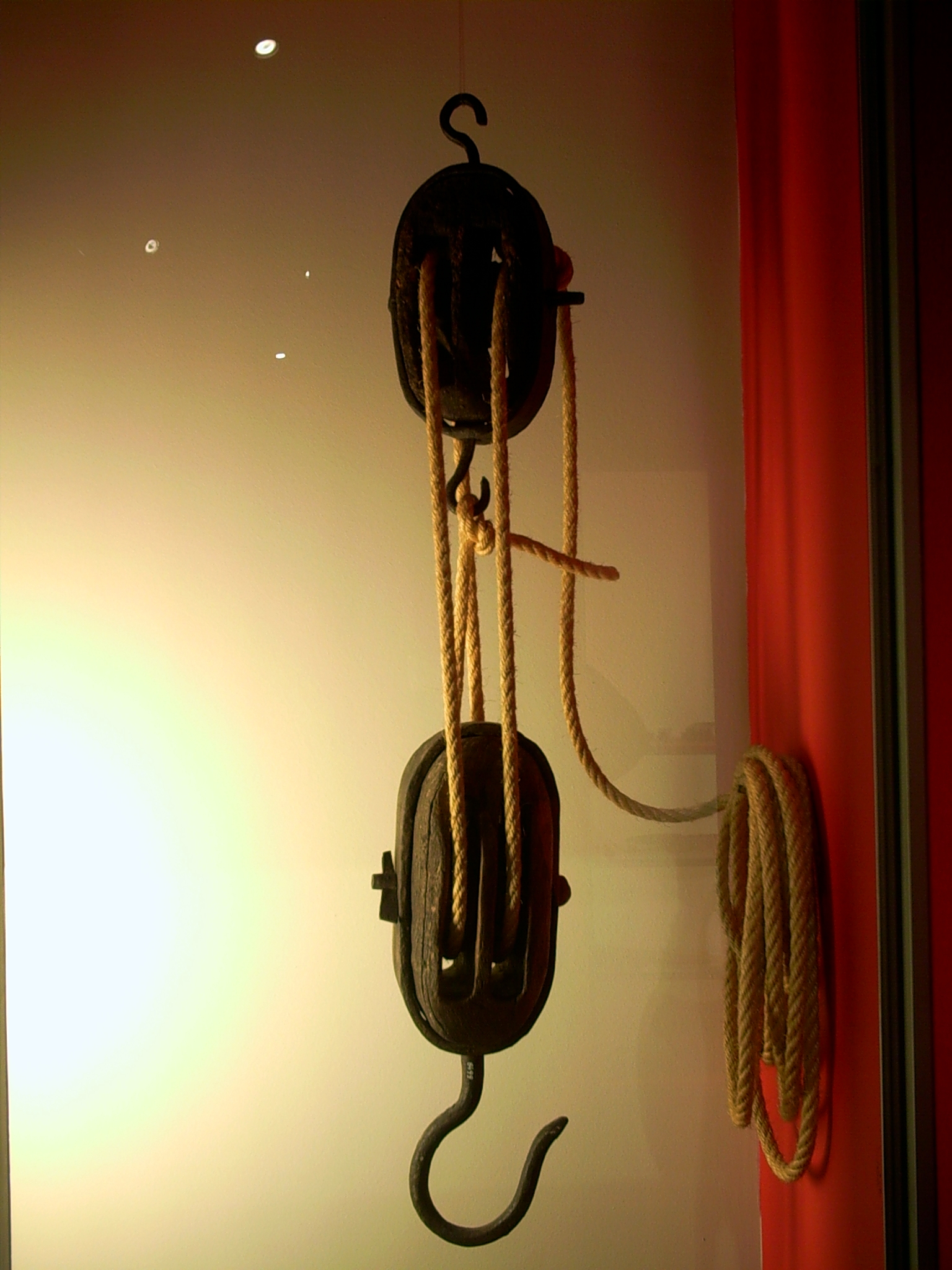
Imatge de polispast al mNATEC de Terrassa

Dibuix d'un polispast manual. On es representa la capacitat d'elevació manual d'una càrrega pesada.

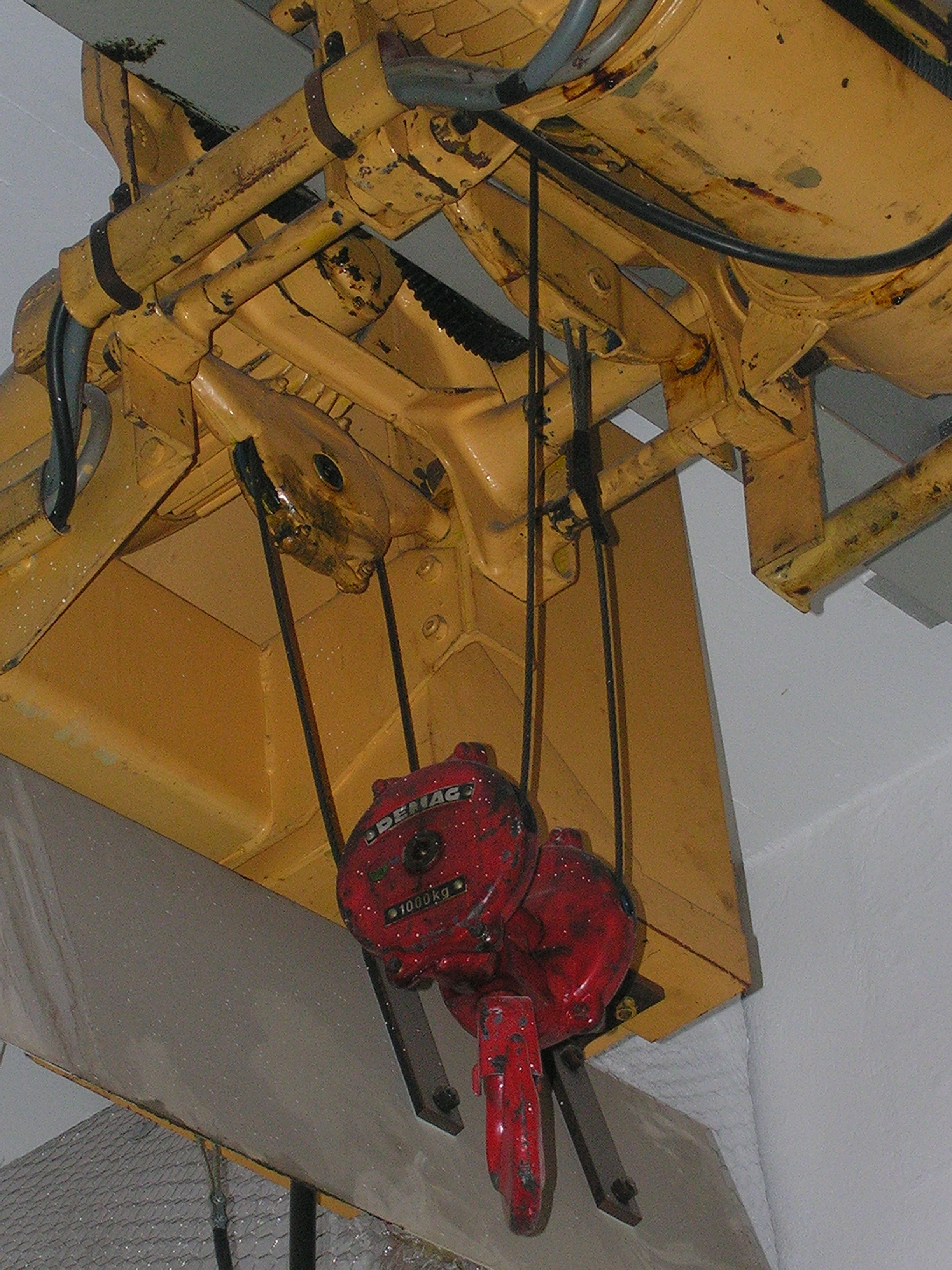
Fotografia d'un polispast accionat elèctricament, capaç d'elevar càrregues molt pesades.

El polispast (del llatí polyspaston, i aquest del grec πολύσπαστον), és la configuració més comuna de corriola composta. En un polispast, les corrioles es distribueixen en dos grups, un fix i un mòbil. En cada grup s'instal·la un nombre arbitrari de corrioles que s'allotgen a l'interior d'una robusta carcassa metàl·lica. La càrrega s'enganxa directament al grup mòbil. Si s'estira l'extrem lliure de la corda, la càrrega es desplaça una fracció sencera (segons el nombre de politges emprades) de la distància que es desplaça l'altre extrem.
L'avantatge mecànic d'un polispast pot determinar-se comptant el nombre de segments de corda que arriben a les corrioles mòbils que suporten la càrrega.
Existeixen molts i diferents models, fent servir cadenes en comptes de cables en els de major capacitat de càrrega. En el cas de polispasts manuals, es poden carregar fins a 2000 kg de pes a diferents altures (entre 3 i 25 m). Les màquines que incorporen motor elèctric poden elevar càrregues de fins a 80000 kg, fent servir motors i control automàtic que impedeix que se sobrepassen els límits de funcionament (càrrega, altura, etc.). També es poden trobar models de polispast portàtils que es poden enganxar a gairebé qualsevol lloc i que només tenen limitacions en la càrrega.
Aquest tipus de corrioles és propi dels vaixells als que es necessita alçar grans càrregues.

### A les obres de construcció
Les politges es poden fer servir a les obres de construcció, formant part d'eines d'elevació o bé, en alguns casos, per tal de fer perforacions de sondeig. Degut a la variabilitat d'operacions que s'han de fer, les politges que formen part dels mecanismes han de tenir la capacitat per suportar les càrregues a les que se someten en operació diària, cabent la possibilitat de fer canvis en els cables de tracció en cas necessari. En alguns casos és necessària la fabricació específica de politges o tambors per a una obra concreta.
És interessant notar que a les operacions de sondeig es fa servir la corriola deixant caure un útil d'una certa altura i tornant a repetir l'operació tirant d'un cable que passa per una corriola o un sistema de corrioles. D'aquesta manera la potència necessària és mínima i s'aconsegueix a cada cicle l'energia potencial resultant d'elevar la càrrega fins al punt al qual se solta.